# Johan Bladh
Johan Bladh, född 28 juli 1719 i Norrköping, död 13 januari 1783 på Benvik i Närpes socken, var en svensk rådman, handelsman och hovkvartersmästare. Han var far till Peter Johan Bladh och Anders Blad.
Johan Bladh var son till handelsmannen och rådmannen i Vasa Johan Blaadh och hans hustru Beata Liljelund. Efter skolgång i Vasa ägnade han sig åt affärsverksamhet. Redan på 1740-talet grundade han en egen handelsfirma i Vasa och exporterade i synnerhet på Stockholm stora mängder tjära och trävaror. Efter upphävandet av bottniska handelstvånget 1765 utvidgades hans verksamhet betydligt. 
Vid sidan av sin exporthandel intresserade sig Blad för fabriksföretag. Hans mor hade 1740 erhållit privilegium för en tobaksfabrik, och Bladh var från början medintresset i företaget och övertog 1758 några år efter hennes död privilegierna. I samarbete med provinsialschäfern i Österbotten Johan David Cneiff anlade Bladh omfattande tobaksplanteringar. Han ingick även som aktieägare i det 1746 grundade schäferiet i Vasa. Då företaget inte bar sig, inlöste han i början av 1750-talet med sin mor och arbetade sedan för att utvidga det. Då det startades hade avsikten varit att anlägga en yllefabrik i Vasa, men först 1762 erhöll Bladh tillstånd att anlägga en ylle- och lingarnfabrik. Hans rättigheter var dock begränsade, bland annat fick han inte använda maskiner, utan detta skulle vara förbehållet Alingsås manufakturverk, vidare hade snörmakeriämbetet ensamrätt på vissa arbeten. Vid mitten av 1760-talet ökades fabrikens tillverkning betydligt, men under den följande ekonomiska krisen lamslogs verksamheten. 1766-68 låg driften tidvis helt nere. 
På grund av konflikter i hemstaden flyttade Bladh till Närpes socken, där han inköpte Benvik, beläget mitt emot den plats där senare Kaskö stad grundades. Redan 1738-39 hade Kaskö utpekats som en lämplig plats för en hamn, och 1765 hade beslutats att Kaskö skulle bli gemensam hamn för Vasa och Kristinestad. Borgarna i de båda städerna hade motsatt sig dessa planer, men med Bladh som ivrig förkämpe förverkligades nu delvis dessa planer då det 1779 fastställdes att Kaskö by skulle anses ha samma rättigheter som en stad. Stadsprivilegier erhölls dock först 1785. Från Kaskö idkade Bladh en betydande utrikeshandel, främst med tjära och trävaror. På Benvik anlade han både beckbränneri och tegelbruk.
Kort före sin död inlät sig Bladh i vittflygande planer på kolonisering av inre Norrland. Georg Vilhelm Palmstruch hade i det syftet kinköpt ett 25 kvadratmil stort skogsområde kring Alterån norr om Piteå. I brist på kapital hade han dock fått skrinlägga sina planer. 1781 hade Bladh köpt hela området och lade ned stort kapital i att locka intressenter, men området såldes efter hans död av arvingarna med betydande förlust.